# Harvard Man
Harvard Man je americký komediálně-dramatický kriminální filmový thriller z roku 2001 režiséra Jamese Tobacka, který jej natočil podle vlastního scénáře. V hlavních rolích se představili Adrian Grenier, Sarah Michelle Gellar, Joey Lauren Adams, Rebecca Gayheart, Ray Allen a Eric Stoltz. Film pojednává o univerzitním studentovi, který se kvůli svým rozhodnutím a činům dostane do hledáčku FBI i mafie, a navíc jej trápí halucinace způsobené požitím značné dávky LSD.

## Příběh
Mladý Alan Jensen studuje filozofii na Harvardově univerzitě a zároveň hraje ve školním basketbalovém týmu na pozici rozehrávače. Má poměr se svou profesorkou filozofie Chesney, kromě toho má i přítelkyni, roztleskávačku Cindy Bandolini, která je dcerou místního mafiánského bosse. V bistru se dozví, že jeho rodiče, žijící v Kansasu, přišli, stejně jako většina jejich sousedů, při tornádu o dům i veškerý majetek. Protože Alan nemá o rodičích žádné informace (telefonní linky jsou přetížené), vydá se za nimi letecky. Rodiče najde v provizorní ubytovně v tělocvičně a nabídne jim pomoc. Jeho otec však namítne s tím, že to nějak zvládnou a že by se Alan měl soustředit na studium a na basketbalové zápasy. Vybudování nového domu by stálo 100 tisíc dolarů, které nikdo z rodiny nemá; ostatně už samotné studium na Harvardu je značně drahé. Alan se tedy vrátí do školy.
Po návratu požádá Cindy o radu a nakonec i o peníze. Stále si myslí, že její otec je jen bohatý podnikatel, ale návštěva v Bandoliniho rezidenci mu vše objasní. Cindy mu řekne, že otec peníze půjčí. Tož však není pravda, protože sama totiž vymyslela plán: chce nechat zmanipulovat jeden basketbalový zápas, což by Alan jako důležitý hráč mohl zvládnout, a na předpokládaném výsledku může vydělat pomocí kurzové sázky. Alan by tak získal peníze pro své rodiče, ale sama Cindy by tímto způsobem dokázala vyhrát mnohem víc. Alanovi to neprozradí, mladík si tedy myslí, že peníze mu půjčí sám Bandolini a chce službu na oplátku. Dívka nezapojí do své akce zkušeného otce, ale pustí se do odvážné hry sama; využije otcova společníka Teddyho Cartera, který provozuje nelegální sázky, aby maximalizovala svůj možný zisk. Alan mezitím dostane od své univerzitní kamarádky 15 tisíc mikrogramů LSD ve formě tří kostek cukru i s varováním, že nemá požívat více než jednu současně. Chesney se marně snaží Alana před drogami varovat, neboť ze svého okolí zná případy, které neskončily dobře.
Uprostřed noci navštíví Alan Marcuse, svého kamaráda a hlavní hvězdu basketbalového týmu, a zeptá se ho na jeho reakci, pokud by výsledek příštího zápasu skončil jinak, než všichni očekávají. Marcus ho však jen vystrčí ze dveří, protože má dámskou společnost. Alan má výčitky, takže se snaží kontaktovat Chesney a přes okno jejího bytu je svědkem sexuálních hrátek mezi Chesney a neznámým párem. Alan posléze basketbalový zápas skutečně zmanipuluje a dostane se kvůli tomu do sporu s Marcusem. Poté, co dostane od Cindy peníze, odletí za svými rodiči. Finanční hotovost jim předá a vymluví se, aby se o jeho nezákonných aktivitách nedozvěděli. Při zpátečním letu pozře všechny tři kostky LSD, což u něj vyvolá silné psychedelické halucinace.
Kelly Morgan, která je údajnou Teddyho asistentkou, ve skutečnosti agentkou FBI v utajení, mezitím navštíví Cindy a snaží se ji vydírat, aby spolupracovala a udala svého otce, což se jí ale nepodaří. Alana má celou cestu do Kansasu a zpět pod dozorem sám Teddy, rovněž příslušník FBI. Úkolem obou agentů je sledovat Bandoliniho a sehnat proti němu důkazy. Teddy s halucinujícím Alanem nastoupí po návratu na letišti do auta řízeného Kelly. Mají v plánu ho ve své operaci využít, neboť na něj mají jak informace o zmanipulovaném zápase, tak o užívání drog. Mladíkovi se však cestou na výslech podaří z auta utéct a následně zcela dezorientovaný bloudí po kampusu Harvardovy univerzity, kde ho navíc hledají Bandoliniho poskoci, kteří ho mají za úkol zabít. Nakonec narazí na Cindy a Chesney. Chesney se mezitím dozvěděla o Alanově kriminální činnosti, protože její sexuální trojka byla tvořena právě touto dvojicí z FBI. Agenti Alana dopadnou, ovšem z kanceláře jim opět uteče. Chesney ho telefonicky nasměruje ke svému příteli, doktoru Reeseovi, který Alana přes noc vyléčí z nekončícího tripu. Společně pak s Chesney vymyslí plán: Na další swingers schůzce agentů FBI a další ženy se spoustou kokainu Alan tajně pořídí fotky, kterými pak Teddyho a Kelly vydírá a dohodne se s nimi, že na veškeré minulé aktivity Alana, Cindy i jejího otce zapomenou. Vše tedy vypadá ideálně, avšak zůstane mu přetrvávající porucha vnímání způsobená užíváním halucinogenů.

## Obsazení
- Adrian Grenier jako Alan Jensen
- Sarah Michelle Gellar jako Cindy Bandolini
- Joey Lauren Adams jako Chesney Cort
- Rebecca Gayheart jako Kelly Morgan
- Ray Allen jako Marcus Blake
- John Neville jako doktor Kurt Reese
- Polly Shannon jako Juliet
- Gianni Russo jako Andrew Bandolini
- Eric Stoltz jako Teddy Carter
- Scottie Epstein jako Mario
- Mike Aparo jako Russell

## Produkce
Inspiraci pro snímek Harvard Man získal režisér a scenárista James Toback ve vlastní minulosti, kdy sám v 60. letech 20. století studoval na Harvardově univerzitě a ve svých 19 letech získal zkušenosti z rozsáhlého psychedelického zážitku po požití LSD. Toback film připravoval od roku 1995 coby nezávislý snímek a původně chtěl do hlavní role obsadit Leonarda DiCapria, jehož agent však nabídku odmítl (nechtěl, aby hned po snímku Rváčův deník hrál DiCaprio podruhé basketbalistu beroucího drogy). V roce 1996 sháněl Toback pro snímek producenty. Příprava k realizaci filmu pokročila na konci přelomu století. Hlavní role získali Adrian Grenier, Joey Lauren Adams a v únoru 2000 byla obsazena také Sarah Michelle Gellar. Natáčení filmu s rozpočtem 5,5 milionu dolarů trvalo 3 týdny; začalo 4. července 2000 a skončilo na přelomu července a srpna 2000. Štáb využil exteriéry kampusu Harvardovy univerzity v Cambridge, dále se točilo v Torontu.
Hudbu ke snímku připravil Ryan Shore, který pro ni použil nahrávky skladeb Johanna Sebastiana Bacha a písně rappera Stomy Bugsyho.
V roce 2017 uvedlo během kampaně Me Too několik hereček, že scenárista a režisér James Toback je během konkurzů na role ve filmu Harvard Man sexuálně obtěžoval. O tehdejších událostech promluvily Selma Blair, Rachel McAdams a Tamara Burford, Toback ale tato i všechna ostatní tvrzení (deník Los Angeles Times přinesl zprávu o 395 ženách, které se mu kvůli Tobackovi ozvaly) odmítl. Policie z Los Angeles a z Beverly Hills předložila kanceláři státního zástupce v okrese Los Angeles County neznámý počet případů. Roku 2018 losangeleská kancelář státního zástupce uvedla, že proti Tobackovi nebudou v kauze pěti vyšetřovaných případů (není známo, jestli se týkaly událostí vztahujících se k snímku Harvard Man) vznešena žádná obvinění, neboť čtyři z nich už byly promlčeny a v posledním se oběť nedostavila k výpovědi.

## Vydání
Premiéra filmu Harvard Man proběhla 10. května 2001 v rámci filmového festivalu v Cannes. V listopadu 2001 byl snímek divákům představen na filmovém festivalu v Turíně. Kinodistribuce filmu byla značně omezená. Od 1. srpna 2001 byl promítán ve Francii, v USA se v jednom kině objevil od 17. května 2002. Začátkem července 2002 byl uváděn ve čtyřech amerických kinech, což byla jeho nejširší distribuce.
V říjnu 2002 byl snímek vydán na VHS a DVD.

## Přijetí

### Tržby
Vzhledem k omezené kinodistribuci filmu Harvard Man jsou jeho tržby z kin zanedbatelné. V Severní Americe (kde byl promítán v maximálně čtyřech kinech současně) dosáhly jeho celkové tržby téměř 57 tisíc dolarů, tržby z kinodistribuce ve Francii nejsou známy.

### Filmová kritika
Server Rotten Tomatoes udělil snímku známku 4,6/10, a to na základě vyhodnocení 36 recenzí (z toho 12 jich bylo spokojených, tj. 33 %). V konsenzuální kritice uvádí, že Harvard Man je „nabubřelá, nesouvislá slátanina“. Od serveru Metacritic získal film, podle 20 recenzí, celkem 49 ze 100 bodů.